# SEAC
SEAC (скор. від англ. Standards Electronic/Eastern Automatic Computer, Електронний/східний автоматичний комп'ютер Бюро стандартів) — електронний комп'ютер першого покоління, створений у 1950 році Національним бюро стандартів США. Спочатку він мав назву «Тимчасовий комп'ютер Національного бюро стандартів» (англ. National Bureau of Standards Interim Computer), так як це був невеликий комп'ютер, спроєктований для швидкого виготовлення і введення в експлуатацію, на період поки бюро буде чекати на завершення робіт зі створення потужніших комп'ютерів. Групою, яка розробила SEAC, керував Семюель Н. Александер, тоді завідувач лабораторії обчислювальної техніки Національного бюро стандартів. Роботу комп'ютера SEAC вперше було продемонстровано у квітні 1950 року, а у травні того ж року його було запущено у серійне виробництво. Він став першим у США повнофункційним електронним комп'ютером з програмою, що зберігалась в оперативній пам'яті.

## Опис

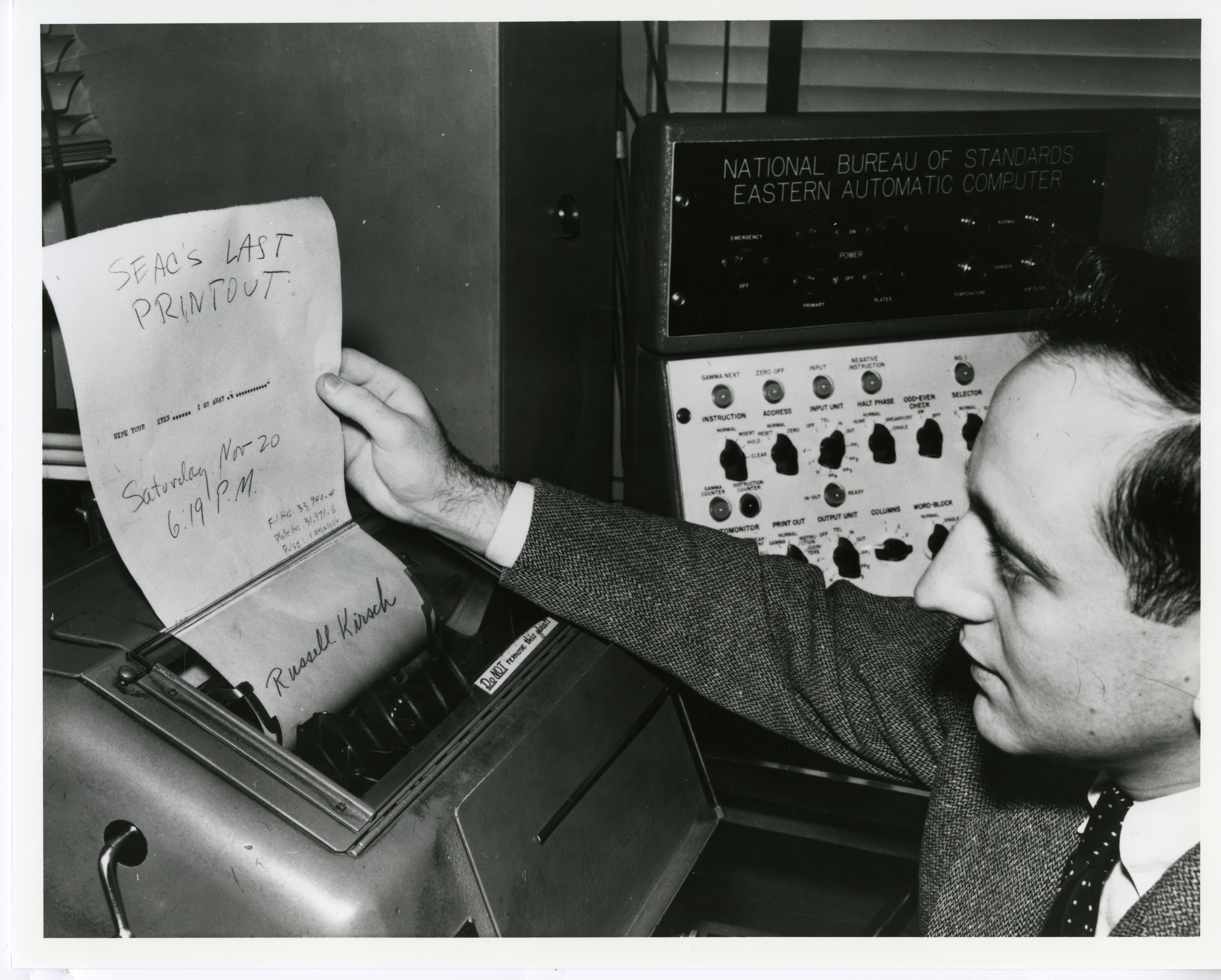
Остання роздруківка SEAC (листопад 1954). Однак SEAC був успішно модернізований і працював ще десять років до його демонтажу у 1964 році. На роздруківці: "WIPE YOUR EYE5…… I GO AWAY .%………..- " (ПРОТРИ ОЧІ…… Я ЙДУ .%………..-)

У SEAC, створеному на основі EDVAC, було використано 747 електровакуумних ламп (відносно мала кількість порівняно з більшістю тогочасних комп'ютерів), кількість яких з часом було збільшено до 1500 штук, і 10500 германієвих діодів, кількість яких з часом зросла до 16000. Це був перший комп'ютер, більшість логічних компонентів якого було реалізовано на напівпровідникових пристроях. Лампи використовувались як підсилювачі сигналів, інвертори і динамічні тригери.
Комп'ютер містив два види оперативної пам'яті: статичну у вигляді трубок Вільямса (швидка, але ненадійна) і динамічну пам'ять на 64-х лініях затримки (надійна, але повільніша), що зберігали 512 слів, кожне по 45 бітів. За допомогою перемикача можна було обирати яку саме пам'ять використовувати у даний момент.
Тактова частота становила 1 МГц.
Система команд SEAC — 4-адресна (2 адреси операндів, адреса запису результату, адреса наступної команди), складалась усього з 11 типів інструкцій: додавання, віднімання, множення і ділення цілих чисел, порівняння й команд введення-виведення, а згодом була розширена до 16. Час виконання операції додавання становив 864 мкс, а час множення — 2980 мкс (тобто майже 3 мс).

## Застосування
Іноді SEAC використовувався як віддалений телетайп, що зробило його одним з перших комп'ютерів з віддаленим доступом. У різних модифікаціях SEAC використовувався до 1964 року. Він використовувався для потреб таких галузей задач як:
- метеорологія
- лінійне програмування
- проектування оптичних лінз
- розрахунки для Національної лабораторії в Лос Аламосі по термоядерній бомбі[9]
- складання навігаційних таблиць для радіонавігаційної системи LORAN
- планування статистичних вибірок
- побудова хвильової функції атома гелію
- проектування протонного синхрофазотрона
- комп'ютерна анімація симуляції міського руху транспорту тощо.

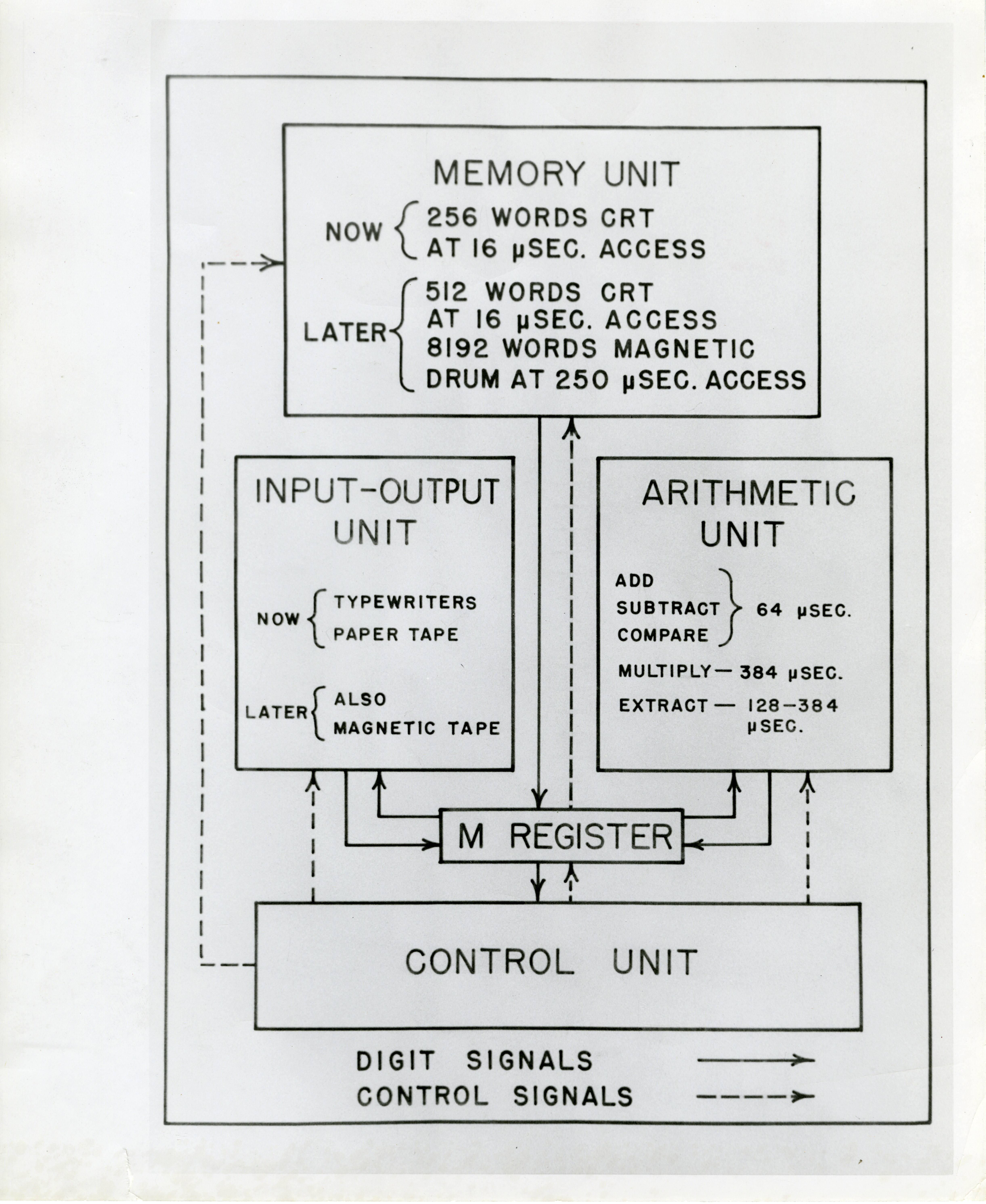
Структурна схема SEAC
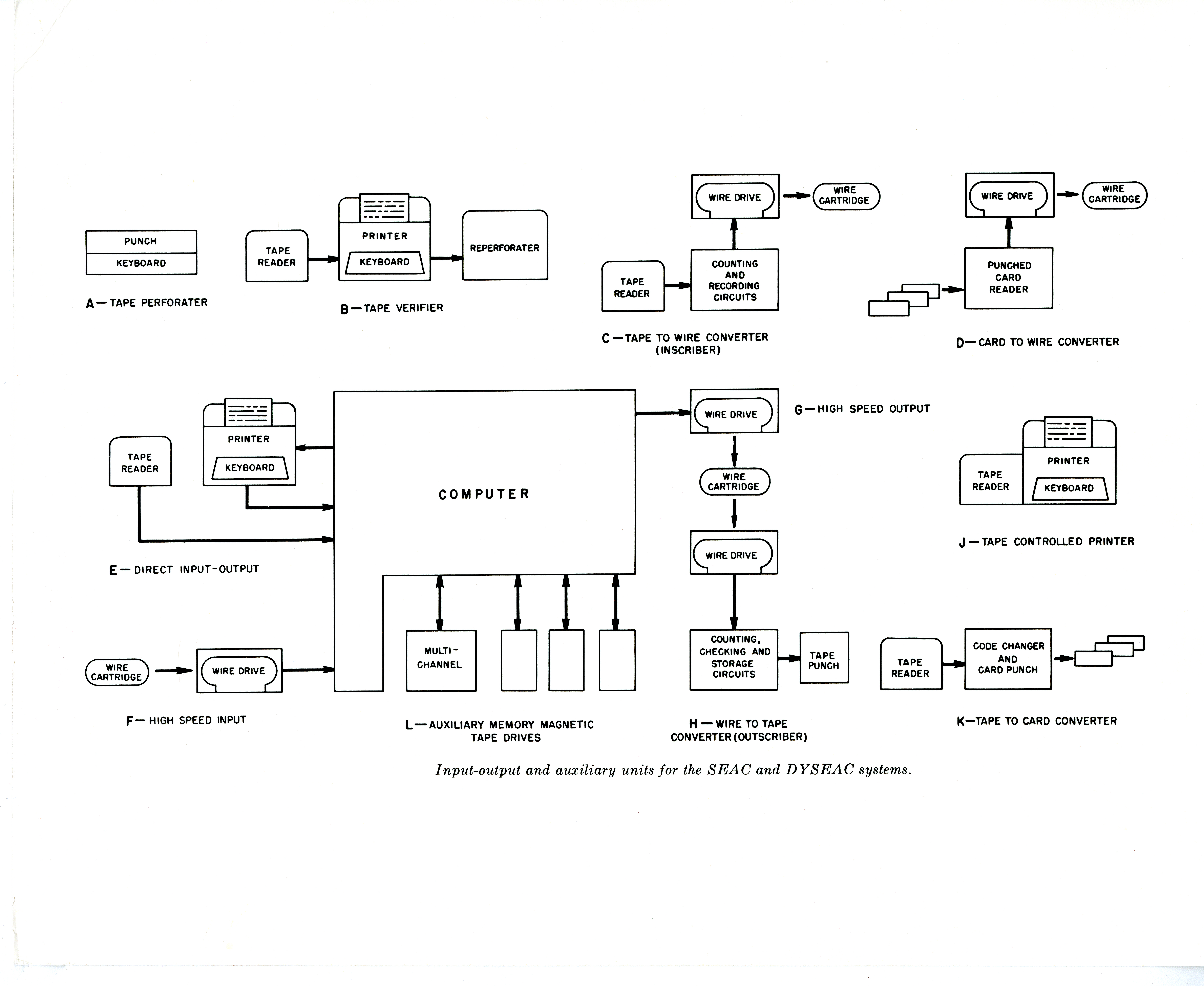
Схема пристроїв вводу/виводу SEAC
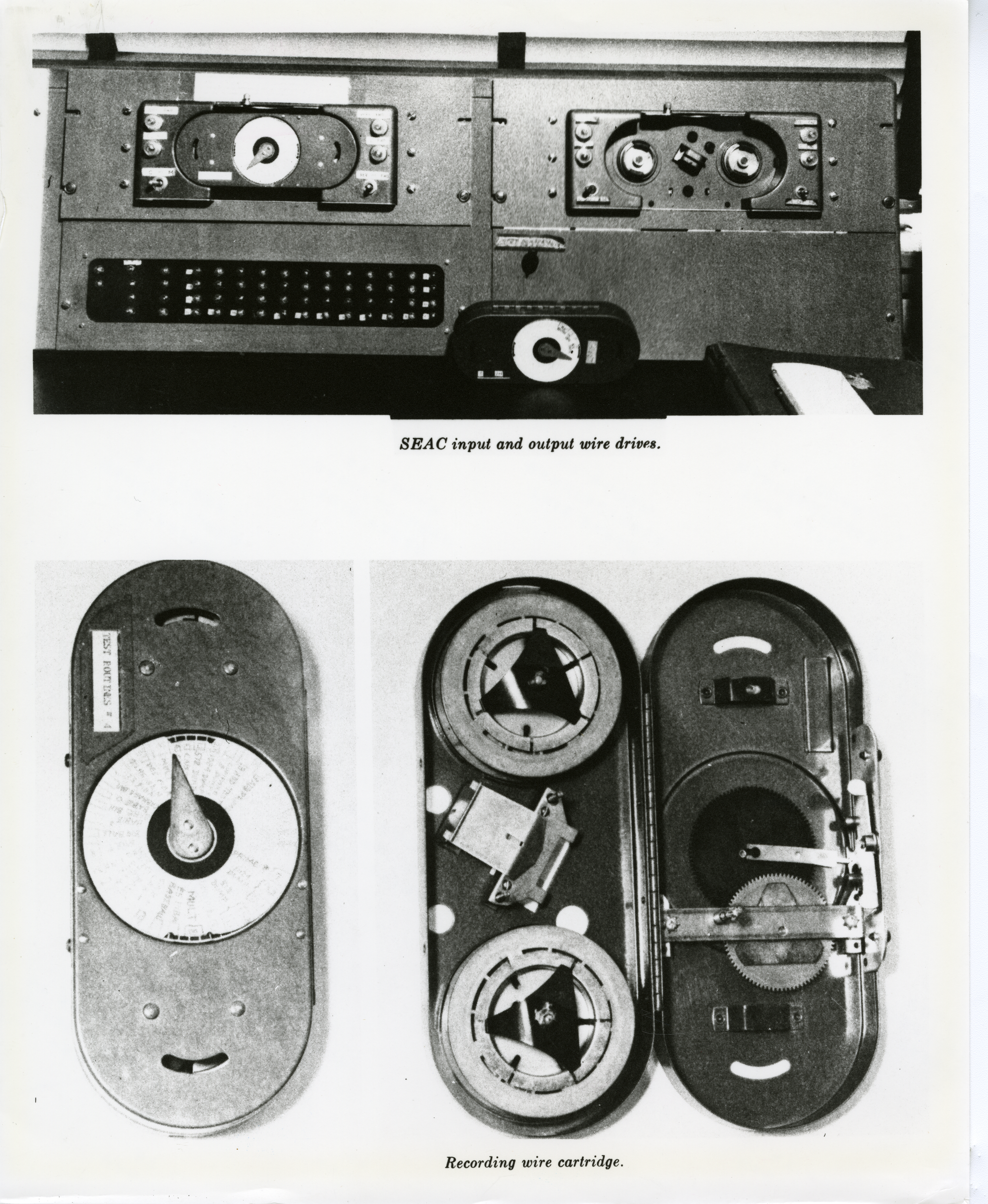
Вхідний і вихідний носії для магнітного запису на сталевому дроті (вгорі) та касета для запису на магнітному дроті (внизу)
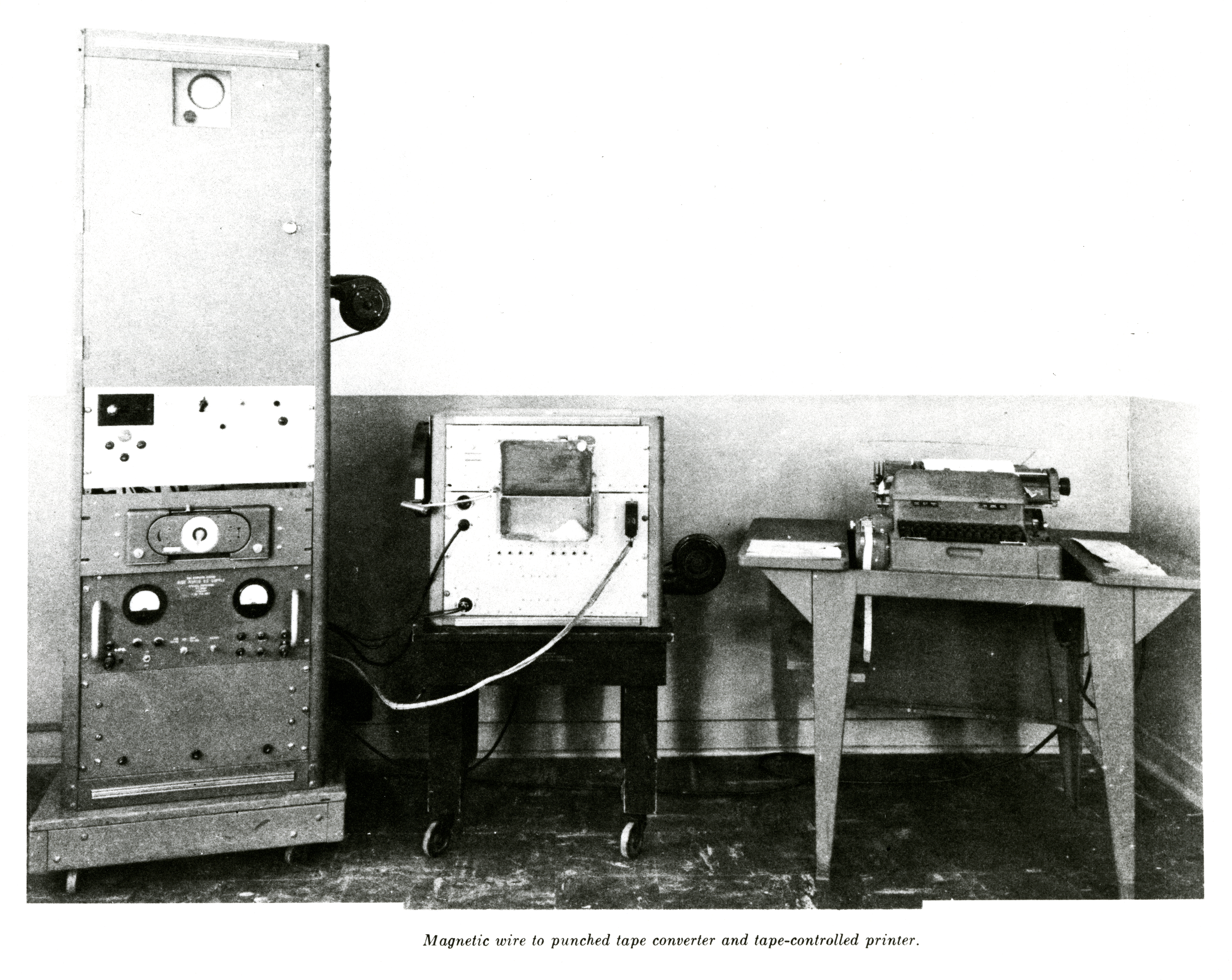
Перетворювач запису з магнітного дроту на перфострічку та принтер із стрічковим вводом
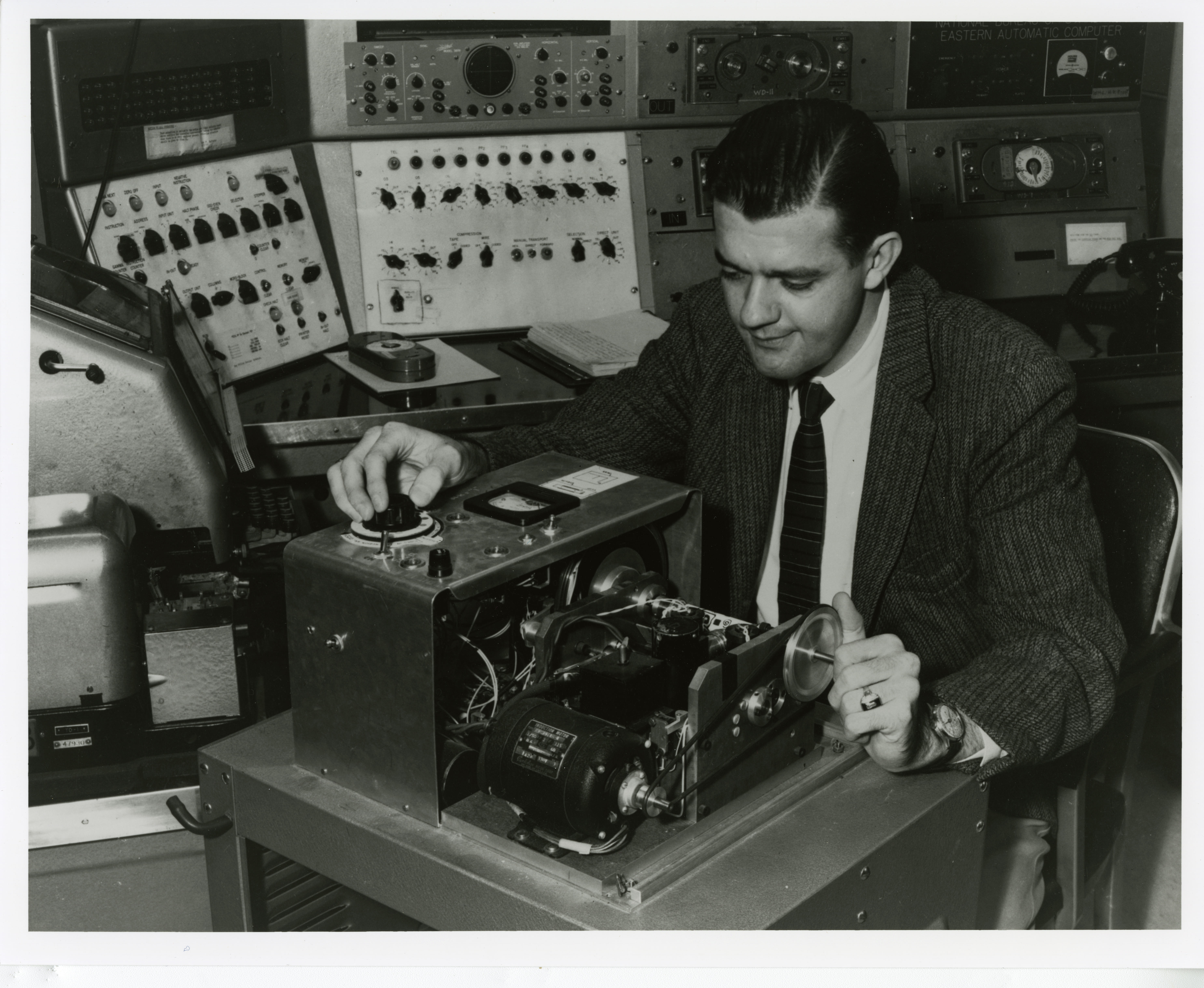
SEAC сканер
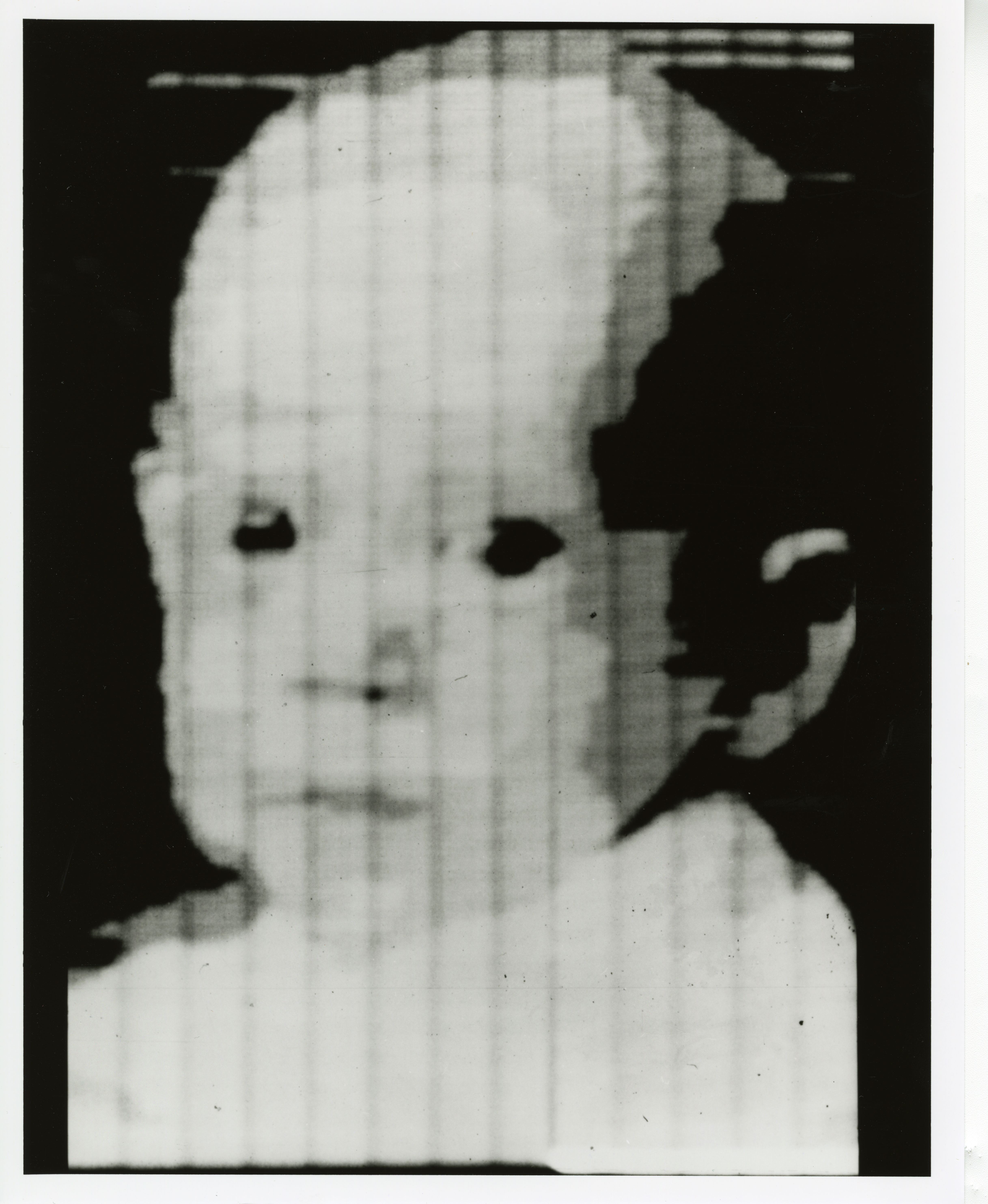
Перше зображення відскановане на SEAC – зображення сина Расселла Кірша[en]
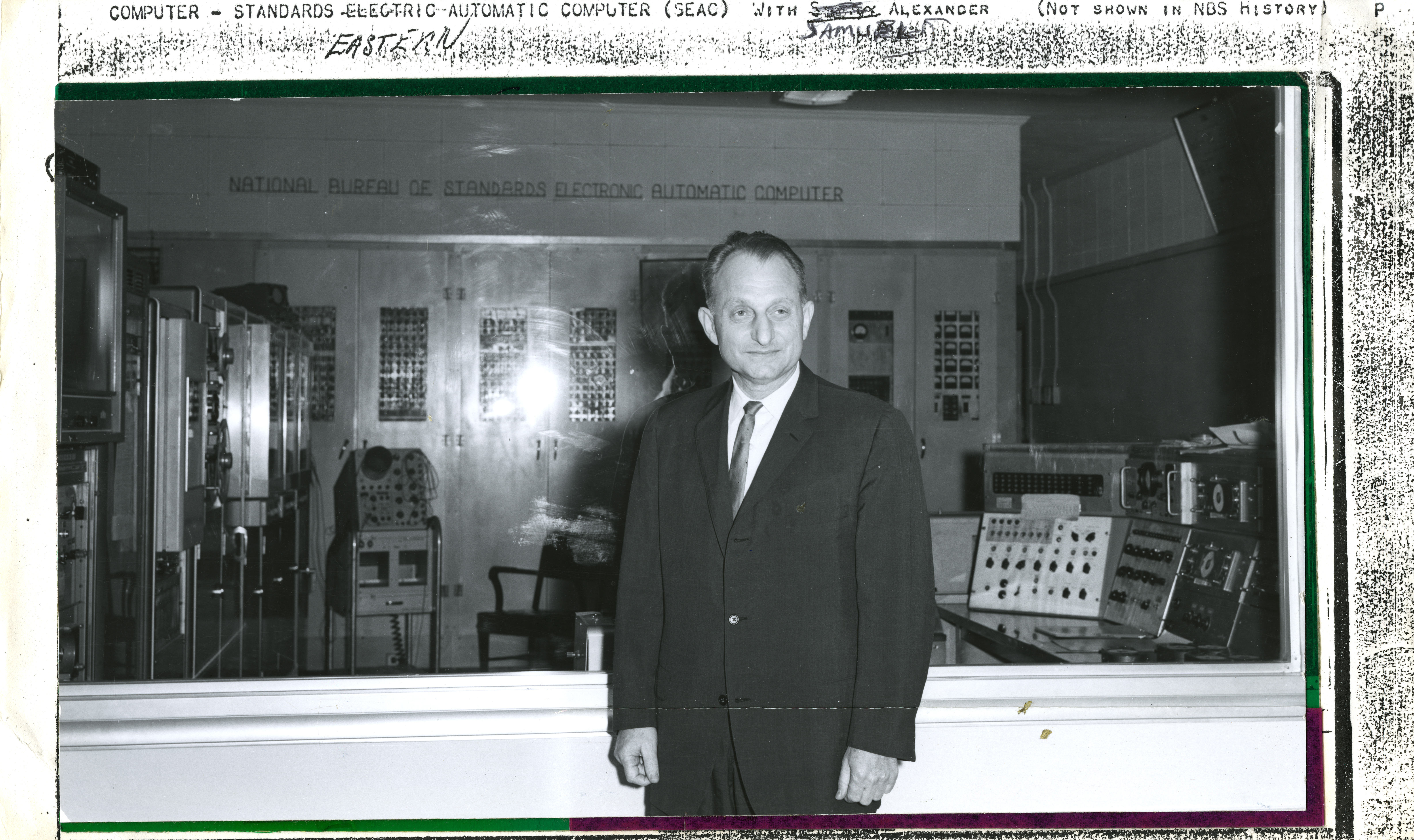
Семюель Н. Александер[en] біля SEAC
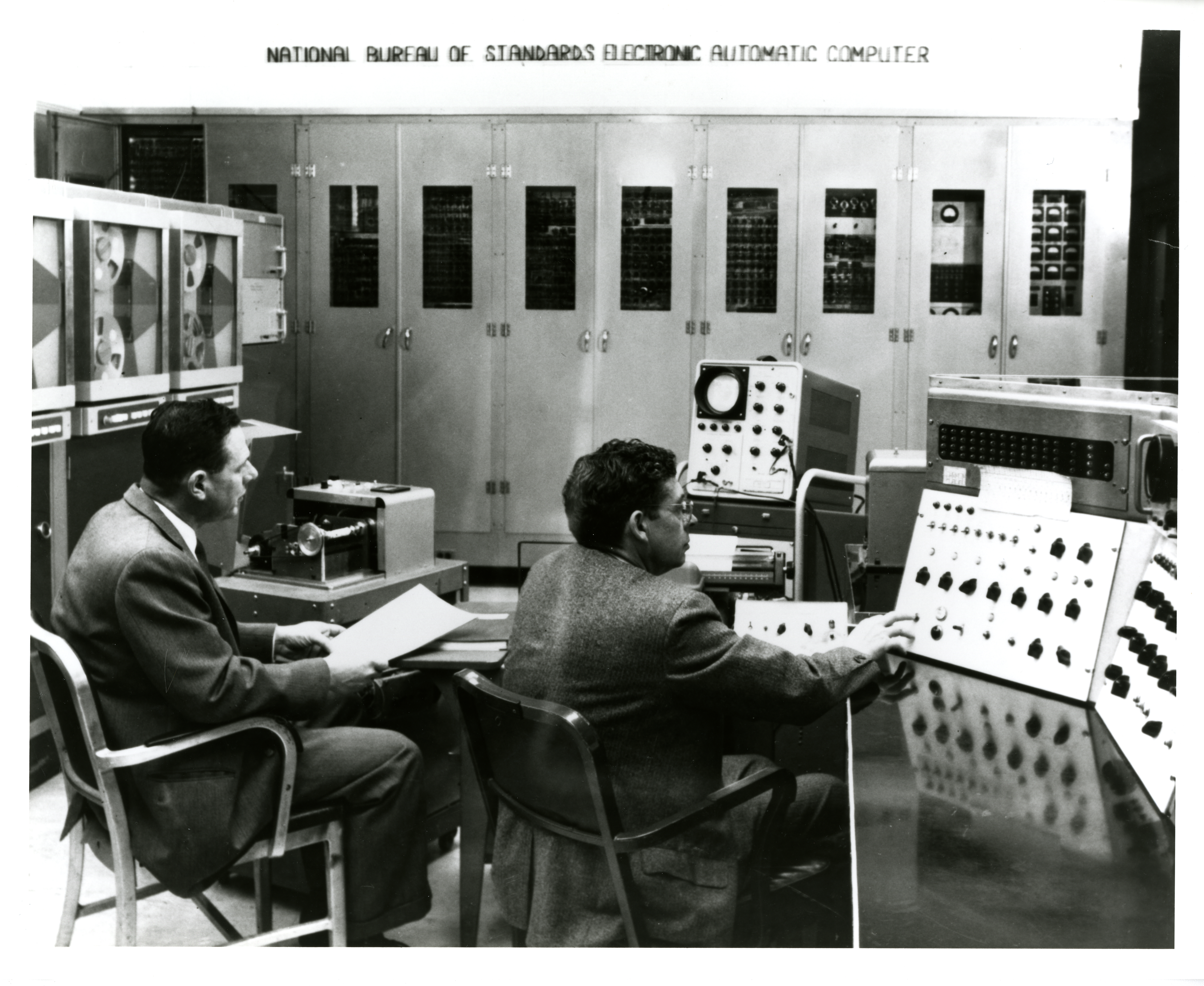
Горас Джозеф і Джордж А. Мур використовують сканер зображень SEAC для аналізу металургійних фотографій у 1960 році. Мур був незрячим
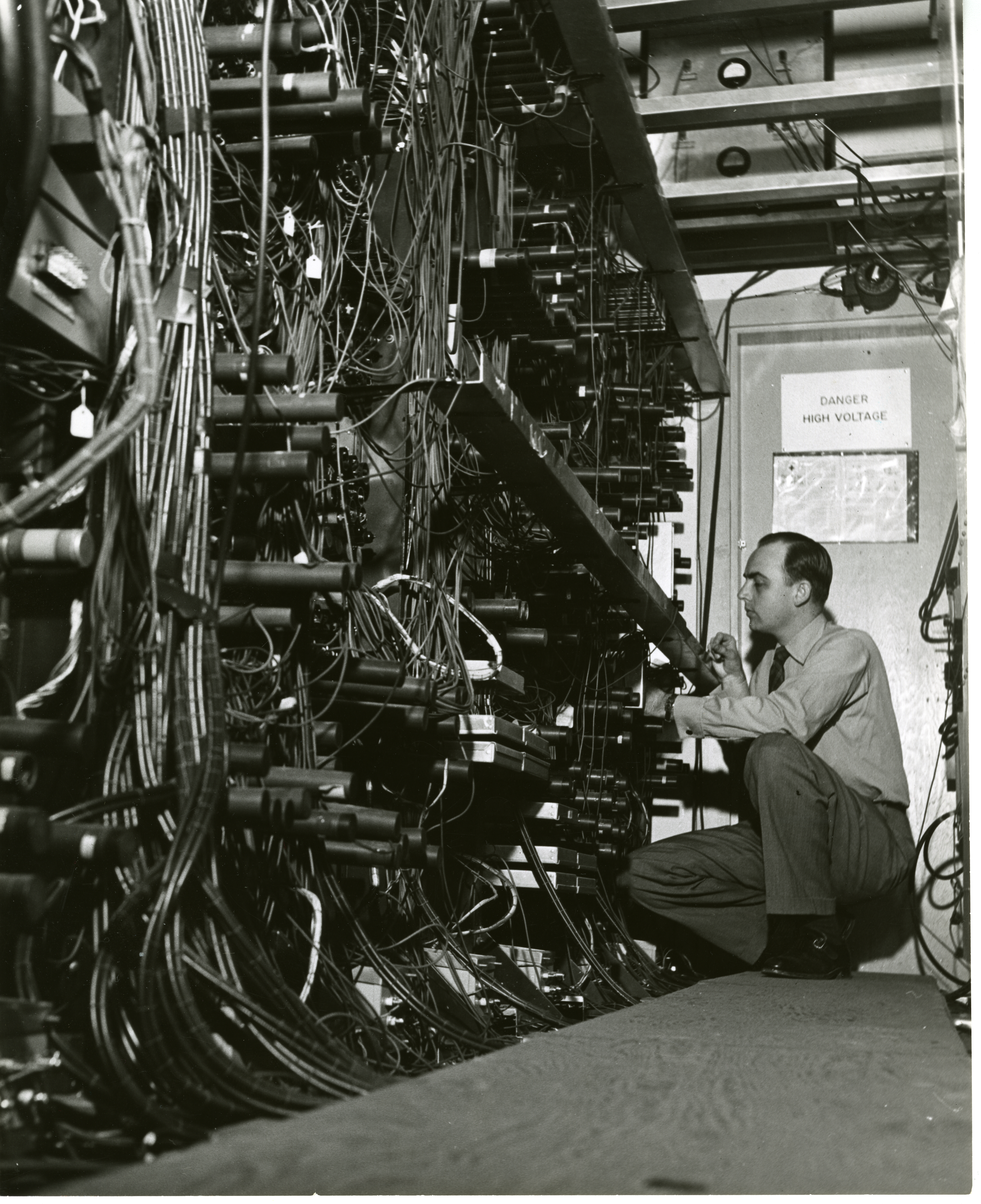
Електропроводка SEAC
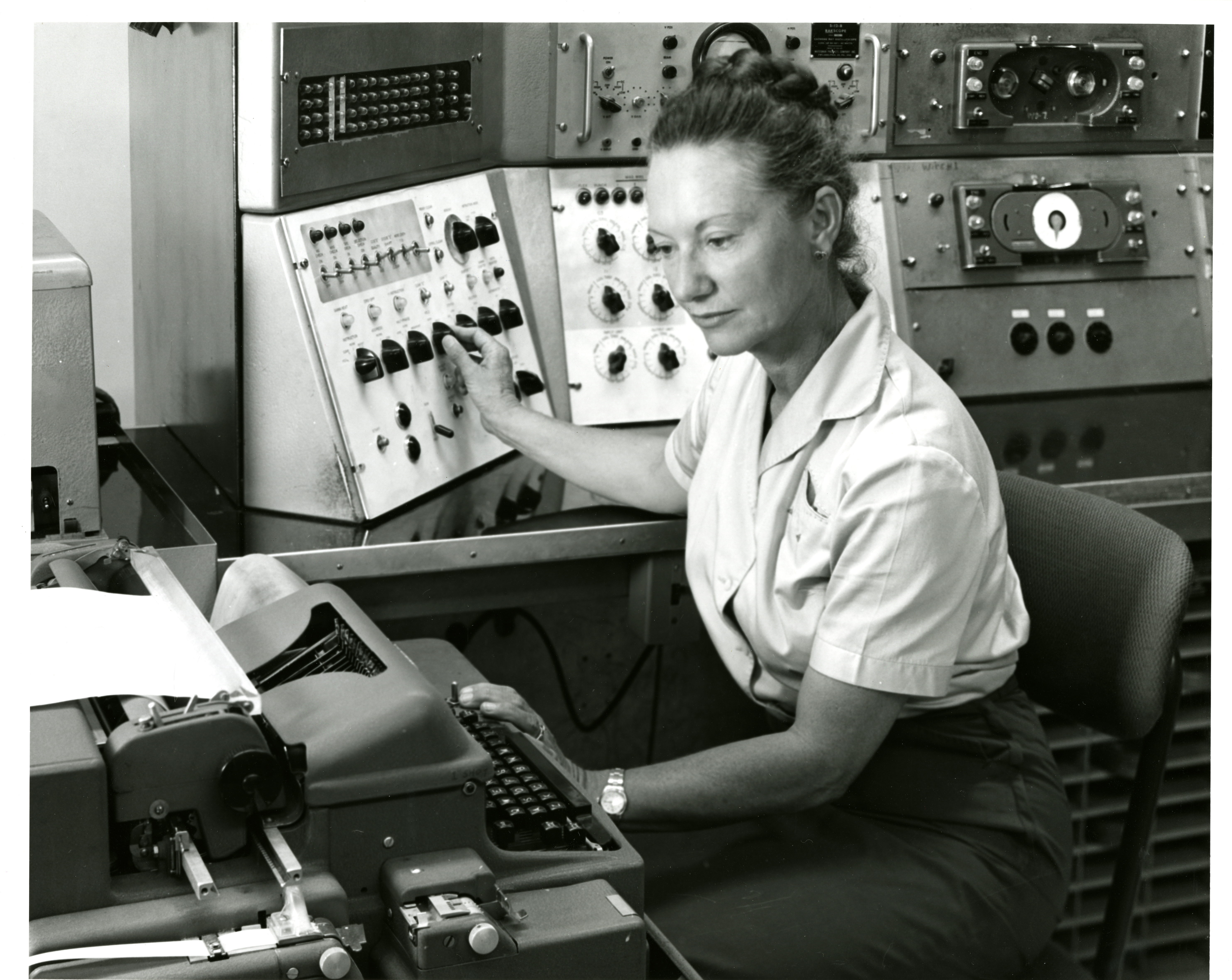
Етель Марден за пультом управління SEAC (1959)